# Eisenradierung
Während andere Radierungen überwiegend von Kupferplatten abgezogen werden, wird die Eisenradierung von einer geätzten Eisenplatte gedruckt.

## Verfahren
Eine polierte Eisenplatte wird mit einem Lack ("Ätzgrund") überzogen, in den mit einer Nadel gezeichnet wird. An diesen Ritzungen bilden sich bei Säurebehandlung im Metall tiefe Ätzspuren. Sie nehmen nach dem Entfernen des Ätzgrundes leicht Farbe auf und bilden die druckenden Bereiche. Auch die Eisenradierung ist also ein Tiefdruckverfahren. Der Strich der Eisenradierung erscheint häufig unscharf begrenzt, das unterscheidet ihn häufig von dem der Kupferradierung, doch sind beide Techniken nicht immer sicher zu unterscheiden. Grund für den stockenden, ausfransenden Strich sind die in den Eisenblechen der frühen Neuzeit fast unvermeidlichen Konzentrationsunterschiede (Seigerungen), die zu variierenden Ätzergebnissen führten. Als Ätzmittel nahm man bis zum frühen 16. Jahrhundert mit Salz versetzte Essigsäure, später auch Salpeter- und Schwefelsäure. Der Stahlstich ist eine völlig andere graphische Technik.

## Geschichte

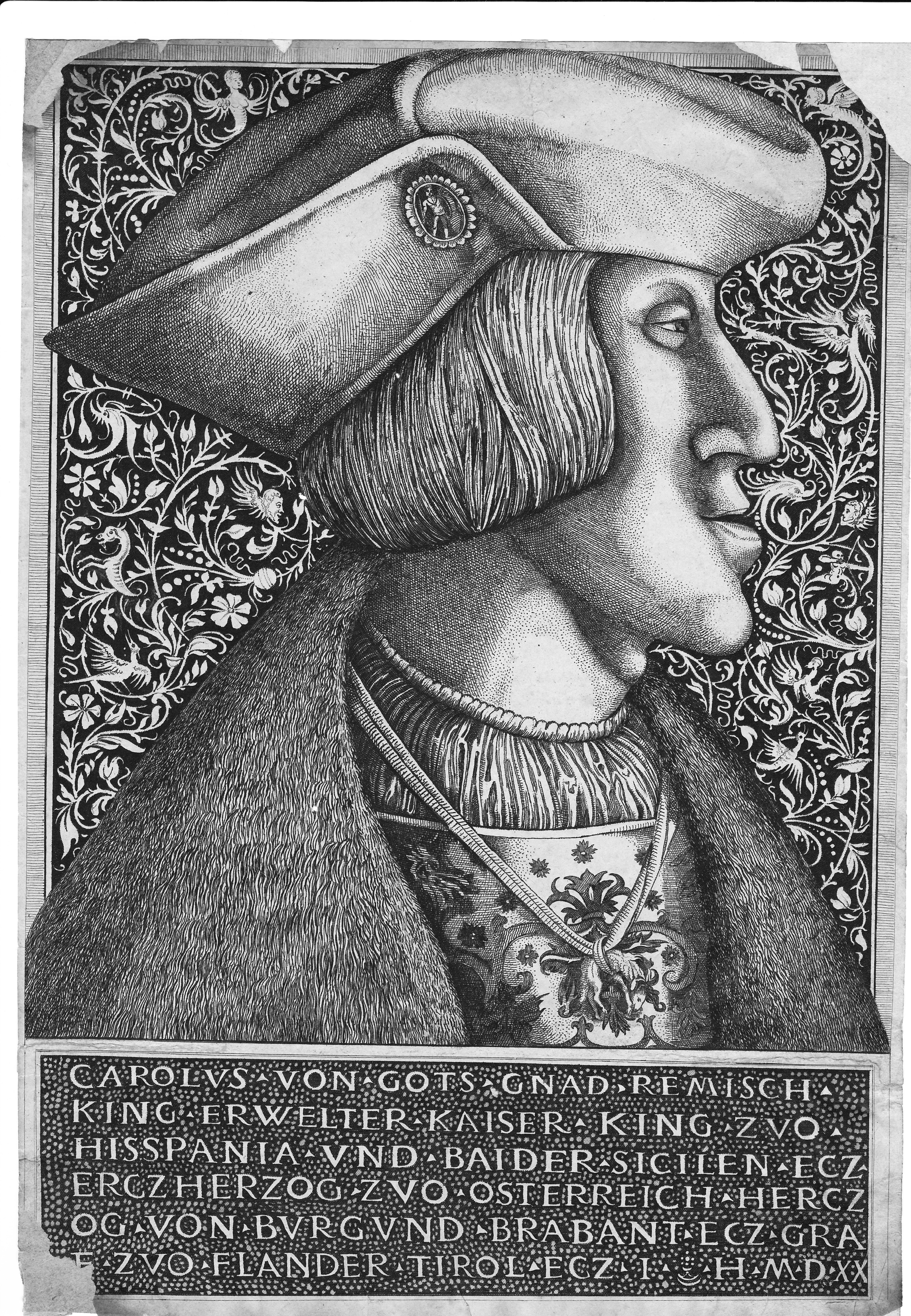
Kaiser Karl V., Eisenradierung von Hieronymus Hopfer, 1520

Die Druckgrafik gewann unter den verschiedenen Gattungen der Bildkünste mit dem Beginn der Neuzeit im 16. Jahrhundert außerordentlich an Bedeutung. Die bisher schon bekannten Techniken (Holzschnitt, Kupferstich) wurden perfektioniert und andere, wie die Radierung, neu entwickelt und erprobt. Die ältesten Radierungen wurden in Eisen, das leicht zu ätzen war, ausgeführt. Daniel Hopfer (1470–1536), ein Augsburger Plattner, der Harnische und Waffen mit geätzten Ornamenten dekorierte, gilt als der Erste, der bereits um 1493 dieses Verfahren für grafische Vervielfältigungen nutzbar machte (Schlacht von Thérouanne 1479) und im frühen 16. Jahrhundert perfektionierte. Um 1515–18 schuf Albrecht Dürer sechs bedeutende Werke in dieser Technik, Albrecht Altdorfer radierte ab 1519 in Eisen, ebenso Hieronimus, der Sohn Daniel Hopfers, sowie Hans Lautensack, Jacob Binck, Hans Sebald Beham um 1520 – 1540 und Hans Burgkmair (1520).
Niederländische Eisenradierungen stammen von Hans Gossaert († 1532), Lucas van Leyden († 1533), spätere von Jan Swart van Groningen (1553, 1557). Welche Rolle die Eisenradierung für die Entstehung der italienischen Radierung spielte, ist nicht endgültig geklärt.
Wegen technischer Einschränkungen, der Anfälligkeit eiserner Platten gegen Rost und wegen des in Kupfer möglichen feineren Strichs spielte nach der Mitte des 16. Jahrhunderts die Eisenradierung gegenüber der auf Kupferplatten kaum noch eine Rolle. Vereinzelte Werke, wie die von Gerard Janssen (1717/1722), blieben im 17. und 18. Jahrhundert die Ausnahme, ebenso Versuche einzelner Expressionisten, wie Emil Nolde oder Conrad Felixmüller.